# Kurosagi (film)
Kurosagi (映画 クロサギ?, Eiga: Kurosagi) è un film del 2008 diretto da Ishii Yasuharu.
Basato sul popolare dorama Kurosagi (a sua volta tratto dal manga Kurosagi - Il truffatore nero, ne rappresenta il seguito e la conclusione. Il film è anche il debutto cinematografico di Tomohisa Yamashita.
La storia narra di un giovane triste, la cui famiglia è stata distrutta dai truffatori: crescendo, diventa truffatore a sua volta per vendicare le vittime degli imbroglioni. Egli inganna i truffatori e restituisce il denaro ai legittimi proprietari.

## Colonna sonora
La sigla del film è Taiyō no Namida (太陽のナミダ)  cantata dai NEWS.